# Joe Morello
Joe Morello (Springfield, Massachusetts, 17 juli 1928 – New Jersey, 12 maart 2011) was een Amerikaans jazzdrummer die wereldwijd tot een van de beste wordt gerekend, voornamelijk vanwege zijn periode als drummer van het Dave Brubeck Quartet, van 1956 tot 1967. Bij deze jazzformatie kreeg hij faam als drummer van technisch moeilijkere stukken met minder gangbare maatsoorten, zoals de 5/4- en 9/8-maat.
Morello is voornamelijk bekend om zijn drumsolo in de jazzklassieker Take Five, die in 1959 uitkwam op de Dave Brubeck Quartet-cd Time Out. Hier staat ook de klassieker Blue Rondo à la Turk op. In totaal speelde Morello op 120 cd's en albums mee, waarvan 60 van het Dave Brubeck Quartet.
Vanwege Morello's steeds slechter wordende ogen (in 1976 werd hij blind) legde hij zich door de jaren heen meer toe op het geven van drumlessen. Hij was de drumleraar van onder anderen Danny Gottlieb en Max Weinberg. Daarnaast bracht hij ook studieboeken voor drums uit. Ondanks zijn verminderde zicht speelde Morello nog wel af en toe met Dave Brubeck Quartet-reünies mee.
In 1988 werd Morello door het tijdschrift Modern Drummer opgenomen in de 'Hall of Fame'. Van DownBeat kreeg hij vijf jaar achter elkaar de prijs voor beste drummer.